# مزرعة أكبر (رباطات)
مزرعة أکبر (بالإنجليزية: Mazraeh-ye Akbar)‏ هي منطقة سكنية تقع في إيران في يزد.